# Aéroport de Jalingo

L'aéroport de Jalingo (code IATA : en cours d'attribution • code OACI : DNJA), aussi appelé aéroport Danbaba Danfulani Suntai est un aéroport desservant Jalingo, la capitale et la ville la plus peuplée de l'État de Taraba, à l'Est du Nigéria. Il porte le nom de Danbaba Danfulani Suntai (en), gouverneur de l'État de Taraba de 2007 à 2015. 
Des vols intérieurs desservent Abuja. 

## Situation
| Uyo Katsina Owerri Asaba Kaduna Maiduguri Port · Harcourt Int. P. Harcourt · Ville Kano Lagos Abuja Sokoto Enugu Akure Bauchi Benin Dutse Ibadan Ilorin Jalingo Makurdi Calabar Warri Jos Yola |

## Compagnies et destinations
| Compagnies       | Destinations     |
| ---------------- | ---------------- |
| Overland Airways | Abuja-N. Azikiwe |

Édité le 17/03/2023